# Karl Ruppert (Archivar)
Karl Ruppert (* 22. März 1886 in Karlsruhe; † 13. Dezember 1953 in Freiburg im Breisgau) war ein preußischer Offizier und späterer Archivar, der zuletzt als Chef der Heeresarchive und Leiter des Heeresarchivs Potsdam wirkte.

## Leben
Karl Ruppert trat nach seiner Schulzeit 1906 in Karlsruhe als Fahnenjunker in das 3. Badische Feldartillerie-Regiment Nr. 50 der Preußischen Armee ein, avancierte mit Patent vom 22. Mai 1906 zum Leutnant und diente von 1909 bis 1912 als Batterieoffizier im 5. Badischen Feldartillerie-Regiment Nr. 76 in Freiburg im Breisgau. Anschließend wurde er als Adjutant der II. Abteilung des neuformierten Straßburger Feldartillerie-Regiments Nr. 84 nach Darmstadt versetzt, mit dem er bei Beginn des Ersten Weltkriegs 1914 an die Westfront verlegt und bei dem er im Verlauf des Krieges als Batteriechef verwendet und zum Hauptmann befördert wurde. Am 27. Januar 1918 wurde er zum Generalstab der Armee versetzt und war im Juli 1918 noch Quartiermeister im Stab des Marinekorps.
Nach dem Krieg nahm er an der Albert-Ludwigs-Universität Freiburg ein Studium der Volkswirtschaftslehre auf, das er später in Berlin fortsetzte. Im September 1919 wurde er zum Großen Generalstab kommandiert, wechselte am 1. Oktober 1919 zum Reichsarchiv, wurde am 1. April 1920 Archivrat und wirkte in der Folge als Leiter der Verwaltungs-/Zentralabteilung.
Karl Ruppert war in dieser Zeit Generalreferent für das amtliche Weltkriegswerk des Reichsarchivs Der Weltkrieg 1914–1918 und der persönliche Referent des Präsidenten des Reichsarchivs Hermann Mertz von Quirnheim. Karl Ruppert wurde danach 1927 Oberregierungsrat und 1937 Direktor des 1936 neu gegründeten Heeresarchivs Potsdam.
Im Jahr 1942 wurde Karl Ruppert Chef der Heeresarchive mit Dienstsitz in Potsdam. Die Dienststelle, die er bis Kriegsende leitete, hatte die Leitung des Archivwesens für den Wehrmachtteil Heer und sammelte militärisch relevante Archive. Dem Chef der Heeresarchive unterstanden die Heeresarchive in Potsdam, Wien, München, Dresden und Stuttgart, die Heeresarchiv-Zweigstellen in Prag und Danzig sowie die Beauftragten in den besetzten Gebieten und die Wehrmacht-Sichtungsstelle für Beuteakten. Der Chef der Heeresarchive unterstand bis 1942 dem Oberquartiermeister V im Generalstab des Heeres und wurde mit der Neuausrichtung der Kriegsgeschichtsschreibung zum 1. Juli 1942 dem Beauftragten des Führers für die militärische Geschichtsschreibung Oberst d. G. Walter Scherff unterstellt. Chef der Heeresarchive war von 1937 bis zu seiner Ablösung durch Scherff Mitte 1942 der später im April 1945 auf ausdrücklichen Befehl Heinrich Himmlers im KZ Flossenbürg ermordete General der Artillerie Friedrich von Rabenau.
Im Jahr 1943 wurden die Leitung des Heeresarchivs Potsdam und das Amt des Chefs der Heeresarchive zusammengelegt. 1944 wurde Karl Ruppert zum Ministerialdirigent befördert.
Ein britischer Luftangriff auf Potsdam am 14. April 1945 traf das Dienst- und Magazingebäude des Chefs der Heeresarchive und des Heeresarchivs Potsdam schwer. Dabei wurden die Bestände des brandenburgisch-preußischen Heeresarchivs nahezu vernichtet. Das betraf u. a. die Akten des preußischen Militärkabinetts, die Akten des preußischen Kriegsministeriums, die Kriegsakten der Einigungskriege und die wichtigsten Kriegstagebücher mit Anlagen aus dem Ersten Weltkrieg. Die Überlieferung personenbezogener Unterlagen der preußischen Armee und der Reichswehr gilt als nahezu restlos vernichtet. Kurz vor der Einschließung Berlins wurden in „zwei Transporten von je 4-6 Eisenbahnwaggons“ die Kriegstagebücher des Zweiten Weltkriegs und wenige besonders wertvolle ältere Akten nach Blankenburg im Harz und nach Bad Reichenhall bzw. Kufstein verlagert. Das Archivgut in Blankenburg beschlagnahmten die Westalliierten. Es handelte sich dabei um die Kriegstagebücher der Armeeoberkommandos, der Generalkommandos, der Divisionen und weiterer Heeresdienststellen sowie Teile älterer Akten. Die Kriegstagebücher von Spitzenbehörden des Heeres verbrannten auf Befehl des Beauftragten des Führers für die militärische Geschichtsschreibung Scherff in Reichenhall bzw. Kufstein. Die Vernichtung weiterer älterer Akten, Nachlässe und Sammlungen in Reichenhall konnte vom zuständigen Beamten verhindert werden.
Nach der Eroberung Berlins durch die sowjetischen Streitkräfte kam Karl Ruppert kurz in Gefangenschaft, wurde im Juni 1945 freigelassen und war 1946 für kurze Zeit Leiter des Zentralarchivs in der Sowjetischen Besatzungszone. Nach einem Umzug nach Traunstein zog er später 1951 noch zu seinem Sohn nach Freiburg im Breisgau.

## Schriften
- Heeresarchiv Potsdam 1936–1945. In: Der Archivar. Mitteilungsblatt für deutsches Archivwesen. 3, 1950, Sp. 177–180.